# 船越光之丞
船越 光之丞（ふなこし みつのじょう、1867年3月16日（慶応3年2月11日）- 1942年（昭和17年）8月14日）は、明治から昭和期の外交官、政治家、華族。貴族院男爵議員。

## 経歴
安芸国、のちの広島県安佐郡（現広島市）で、広島藩士・船越衛の長男として生まれる。
父の死去に伴い、1914年（大正3年）1月29日、男爵を襲爵した。
1881年（明治14年）二松学舎に入学し漢学を修め、1883年（明治16年）獨逸学協会学校に入学。1886年（明治19年）3月から1893年（明治26年）12月までドイツ帝国に私費留学し、1893年8月、ドクトルの学位を受けた。1894年（明治27年）9月、外交官及領事官試験に合格し、領事官補に発令されウラジオストック在勤となる。以後、釜山、サンフランシスコ、イギリス、オーストリア、ドイツで勤務。日露戦争時には駐オーストリア公使館二等書記官として、諜報事務に従事した。
1909年（明治42年）9月、外務書記官・文書課長兼記録課長に就任。1912年（明治45年）4月、大使館参事官としてドイツ在勤となるが、1914年8月、第一次世界大戦における日独断交によりベルリンを退去した。同年11月、独立第18師団司令部付となり青島の戦いに従軍。1916年（大正5年）3月、メキシコ駐箚公使の発令を受けたが赴任せず、同月に退官した。
1916年3月11日、貴族院男爵議員補欠選挙で当選。公正会に所属して活動し、1932年（昭和7年）7月9日まで3期在任した。

## 栄典
位階
- 1896年（明治29年）10月20日 - 従五位[10]
- 1908年（明治41年）10月30日 - 正五位[11]
- 1913年（大正2年）11月21日 - 従四位[12]
- 1916年（大正5年）4月10日 - 正四位[13]
- 1935年（昭和10年）5月1日 - 正三位[14]
- 1942年（昭和17年）8月14日 - 従二位[15]

爵位
- 1914年（大正3年）1月29日 - 男爵（襲爵）

勲章等
| 受章年                     | 略綬 | 勲章名               | 備考 |
| -------------------------- | ---- | -------------------- | ---- |
| 1902年（明治35年）12月28日 |      | 勲六等単光旭日章     |      |
| 1906年（明治39年）4月1日   |      | 勲五等旭日双光章     |      |
| 1912年（明治45年）6月27日  |      | 勲四等瑞宝章         |      |
| 1915年（大正4年）6月26日   |      | 勲三等瑞宝章         |      |
| 1916年（大正5年）4月1日    |      | 勲二等旭日重光章     |      |
| 1920年（大正9年）11月1日   |      | 金杯一個             |      |
| 1921年（大正10年）7月1日   |      | 第一回国勢調査記念章 |      |
| 1928年（昭和3年）11月10日  |      | 金杯一個             |      |
| 1934年（昭和9年）4月29日   |      | 金杯一個             |      |

外国勲章佩用允許
| 受章年                    | 国籍           | 略綬 | 勲章名                     | 備考 |
| ------------------------- | -------------- | ---- | -------------------------- | ---- |
| 1904年（明治37年）1月12日 | ロシア帝国     |      | 神聖スタニスラス第二等勲章 |      |
| 1904年（明治37年）1月14日 | 大清帝国       |      | 第二等第三双竜宝星         |      |
| 1909年（明治42年）9月22日 | プロイセン王国 |      | 赤鷲第三等勲章             |      |

## 著作
- 述、関野直次編『日独国交断絶秘史』日東書院、1934年。

## 親族
- 妻：松子（山縣有朋次女）[1]
- 長男：光輔（男爵）[1]
- 次男：洋平（夭逝）
- 三男：有光（男爵、陸軍大佐）[1]
- 叔父：隆義（子爵、海軍大将）